# Sušnik
Sušnik je 147. najbolj pogost priimek v Sloveniji, ki ga je po podatkih Statističnega urada Republike Slovenije na dan 31. decembra 2007 uporabljalo 1.070 oseb, na dan 1. januarja 2011 pa 1.071 oseb ter je med vsemi priimki po pogostosti uporabe zavzel 150. mesto

## Znani nosilci priimka
- Aleksander Sušnik, izdelovalec vitražev (četrta generacija)
- Andreja Sušnik (*1965), agrometeorologinja
- Anton Sušnik (1850—1895), prevajalec in pripovednik
- Anton Sušnik (1880—1934), klasični filolog in politik
- Bernardin (Jurij) Sušnik (1935—2024), frančiškanski pater,  dr. teologije, substitut generalnega tajnika tega reda v Rimu
- Blaž Sušnik (1834—1866), duhovnik in pesnik
- Branislava Sušnik (1920—1996), antropologinja (v Paragvaju)
- Franc Sušnik (1898—1980), literarni zgodovinar, publicist, bibliotekar in pedagog (Ravne)
- Franc Sušnik (1930—1996), botanik
- Franc Sušnik (1955—2025), politik, župan Vranskega
- Franjo Sušnik (1686—1739), hrvaški kajkavski leksikograf
- Ivan Sušnik (1854—1942), duhovnik, monsinjor, kanonik, gospodarstvenik in naravoslovec
- Janko Sušnik (1927—2005), zdravnik medicine dela, univ. prof.
- Janez Sušnik (1933—2024), energetik (IJS)
- Janez Sušnik (*1942), politik (državni svetnik RS)
- Jošt Sušnik, smučarski skakalec
- Jožef Sušnik (1779—1816), duhovnik in urednik (časnikar)
- Jože (Josip) Sušnik (?—1968), farmacevt
- Jožica Sušnik, rokometašica
- Juš Sušnik, smučarski skakalec
- Lidija Sušnik (*1985), igralka
- Lovro Sušnik (1887—1964), jezikoslovec, šolnik in prevajalec
- Martin Sušnik (*1981), operni pevec - tenorist
- Martin Sušnik, prof. filozofije (Argentina)
- Peter Sušnik (*1973), politik
- Rado Sušnik (*1948), lazarist, Madagaskar
- Rudolf Sušnik (1912—1981), defektolog, ortopedagog
- Slavko Sušnik (1924—2015), jezikoslovec slavist in urednik
- Stane Sušnik (1946—2021), košarkar, športnik ...
- Stane Sušnik (*1951), radijski in TV urednik (jazz-glasba), urednik revije za ljubiteljske vrtnarje in ljubitelje rož; rejec oslov
- Stanko Sušnik (1901—1992) ali 1912-1970?, ljubljanski mestni svetnik, podporik Plečnika
- Tomaž (Tom) Sušnik, ameriški podjetnik slovenskega rodu (Chicago, ZDA).
- Tone Sušnik (*1931), komik, animator
- Tone Sušnik (1932—2009/10?), slovenist, prof., knjižničar, publicist (Ravne)
- Urban Sušnik, ekonomist (dr.): gibanje za ekonomsko pluralnost
- Urban Sušnik (*1994), smučarski skakalec
- Vera Sušnik, športna-gimnastična vaditeljica (Gimnastično društvo Zelena jama)
- Viktor Sušnik, pravnik, politik